# Iten (Kenia)
Iten es una localidad de Kenia, capital del condado de Elgeyo-Marakwet.
Forma una conurbación con la vecina Tambach que, con un total de 44 448 habitantes en el censo de 2009, tiene estatus de villa.

## Toponimia
El nombre es una derivación local de Hill Ten ("colina décima"), una formación rocosa situada a 800 metros de Iten que el explorador Joseph Thomson marcó como la décima colina que había visitado en 1883.

## Demografía
La villa que forman Iten y Tambach, con un total de 44 448 habitantes, tiene los siguientes datos de población conjuntos en el censo de 2009:
- Población urbana: 9098 habitantes (4490 hombres y 4608 mujeres)
- Población periurbana: 33 214 habitantes (16 134 hombres y 17 080 mujeres)
- Población rural: 2136 habitantes (1047 hombres y 1089 mujeres)

## Transportes
Se sitúa sobre la carretera C51, que une Eldoret con Marigat pasando por el centro de Elgeyo-Marakwet.

## Personajes ilustres
- Edna Kiplagat (1979-), atleta olímpica.
- Jonah Chesum (1989-), atleta paralímpico.
- Paul Chelimo (1990-), atleta.
- Peres Jepchirchir (1993-), atleta. Campeona Olímpica de maratón Tokio 2020